# Crasville-la-Rocquefort
Crasville-la-Rocquefort è un comune francese di 229 abitanti situato nel dipartimento della Senna Marittima nella regione della Normandia.

## Società

### Evoluzione demografica
Abitanti censiti